# Jankent
Jankent (Dzhankent, Yangikent, Eni-Kent, Djanikand, Yenikent, Yanikand, signifiants tous Nouveau bourg en turc ; al-Karyat al-hadith, Dihi Naw, Shehrkent) est un bourg déserté à l'Est de la mer d'Aral, dans l'actuel Kazakhstan. Elle est connue dans les écrits arabes du Xe siècle comme la capitale de l'empire des steppes des Turcs ogouzhes. Des recherches archéologiques ont fourni des informations sur l'apparence du bourg et confirmé la date, mais mettent également en avant des origines plus récentes.

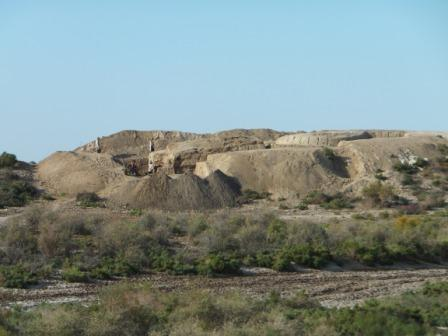
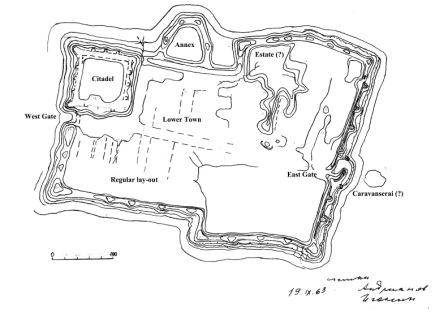
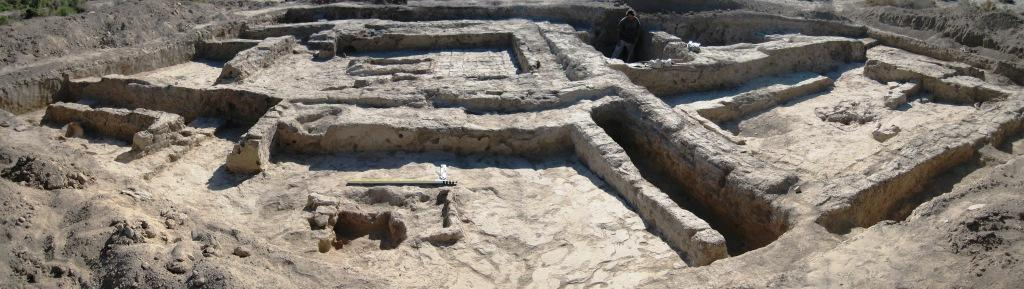